# Kryry (ort i Tjeckien)
Kryry är en stad i Tjeckien.   Den ligger i regionen Ústí nad Labem, i den västra delen av landet, 70 km väster om huvudstaden Prag. Kryry ligger 305 meter över havet och antalet invånare är 2 431.
Terrängen runt Kryry är platt åt nordost, men åt sydväst är den kuperad. Kryry ligger nere i en dal. Runt Kryry är det ganska glesbefolkat, med 47 invånare per kvadratkilometer. Närmaste större samhälle är Žatec, 19,0 km norr om Kryry. Trakten runt Kryry består till största delen av jordbruksmark.